# Syndrome Mirage
 (mars 2023).
La mise en forme du texte ne suit pas les recommandations de Wikipédia : il faut le « wikifier ».
Les points d'amélioration suivants sont les cas les plus fréquents :
- Les titres sont pré-formatés par le logiciel. Ils ne sont ni en capitales, ni en gras.
- Le texte ne doit pas être écrit en capitales (les noms de famille non plus), ni en gras, ni en italique, ni en « petit »…
- Le gras n'est utilisé que pour surligner le titre de l'article dans l'introduction, une seule fois.
- L'italique est rarement utilisé : mots en langue étrangère, titres d'œuvres, noms de bateaux, etc.
- Les citations ne sont pas en italique mais en corps de texte normal. Elles sont entourées par des guillemets français : « et ».
- Les listes à puces sont à éviter, des paragraphes rédigés étant largement préférés. Les tableaux sont à réserver à la présentation de données structurées (résultats, etc.).
- Les appels de note de bas de page (petits chiffres en exposant, introduits par l'outil «  Source ») sont à placer entre la fin de phrase et le point final[comme ça].
- Les liens internes (vers d'autres articles de Wikipédia) sont à choisir avec parcimonie. Créez des liens vers des articles approfondissant le sujet. Les termes génériques sans rapport avec le sujet sont à éviter, ainsi que les répétitions de liens vers un même terme.
- Les liens externes sont à placer uniquement dans une section « Liens externes », à la fin de l'article. Ces liens sont à choisir avec parcimonie suivant les règles définies. Si un lien sert de source à l'article, son insertion dans le texte est à faire par les notes de bas de page.
- La présentation des références doit suivre les conventions bibliographiques. Il est recommandé d'utiliser les modèles {{Ouvrage}}, {{Chapitre}}, {{Article}}, {{Lien web}} et/ou {{Bibliographie}}. Le mode d'édition visuel peut mettre en forme automatiquement les références.
- Insérer une infobox (cadre d'informations à droite) n'est pas obligatoire pour parachever la mise en page.

Pour une aide détaillée, merci de consulter Aide:Wikification.
Si vous pensez que ces points ont été résolus, vous pouvez retirer ce bandeau et améliorer la mise en forme d'un autre article.
Le syndrome MIRAGE est une maladie génétique extrêmement rare (fréquence d'apparition inférieure à 1 cas sur 1 000 000 de naissance). Elle se caractérise par l'apparition de plusieurs symptômes : 
- Myélodysplasie
- Infections multiples et sévères 
- Retard de croissance intra-utérin
- Insuffisance surrénalienne (Adrenal hypoplasia, en anglais)
- Anomalie génitale 
- Entéropathie

## Cause
Cette maladie résulte d'une modification du gène SAMD9 (en), présent sur le chromosome 7. Elle apparaît dans une large majorité des cas de novo, c'est-à-dire une mutation du gène qui apparaît chez un individu alors qu'aucun des parents ne la possèdent dans son patrimoine génétique. C'est une mutation autosomique dominante, dont les premiers signes seront observés avant la naissance avec un retard de croissance. 

### Informations génétiques[3]
Le gène SAMD9 (Sterile Alpha Motif Domain containing 9) est positionné sur le chromosome 7, son ancien nom était C7orf5, chromosome 7 open reading frame 5. Il est positionné sur le locus 7Q21.2 

## Histoire[4]
La première publication remonte à 2009 à l'époque 11 individus ont été recensés comme porteur de cette pathologie. 
Il est difficile de savoir combien de patients ont été recensés, les différentes études évoquent des chiffres allant de 50 à 200 patients à travers le monde. 

## Symptômes[5]

### Principaux symptômes
Les symptômes sont très divers, on peut néanmoins noter un nombre important de symptômes, même s'il n'existe pas encore de consensus sur un diagnostic formel (à l'exception du diagnostic génétique).
- Myélodysplasie, présent dans 85% des individus, qui peut être associé à une monosomie du chromosome 7 en mosaïque (présence d'un seul chromosome à la place des 2 chromosomes normalement présents).
- Infections récurrentes, présent chez 90 % des individus, qui peuvent toucher aussi bien les poumons que voies urinaires, l'appareil digestif, la peau ou les oreilles (otites)
- Insuffisance surrénalienne, présent pour 80 % des individus dès le plus jeune âge.
- Retard de croissance intra-uterine, présent pour 98 % des individus. Ce retard de croissance conduit souvent à une naissance prématurée et induit un retard de développement cognitif et moteur
- Anomalie sur les parties génitales, présent pour 97 % des individus masculins, avec comme des signes cliniques qui peuvent être un hypospade, un micropénis, une ambiguïté génitale.
- Complications gastro intestinales, présent pour 82 % des individus, avec comme signes cliniques  Achalasie ou difficultés à s'alimenter avec des reflux gastriques, des diarrhées chroniques

### Symptômes secondaires
- Pâleur, fatigue, ecchymoses et saignement facile
- Atteinte du fonctionnement rénale
- Alacrimie ou hypolacrimie
- Trouble de l'oralité et de la parole

### Symptômes prénataux
Avant la naissance certains signes peuvent être évocateurs. Bien sur il y a le retard de croissance avec une stagnation de la croissance pondérale autour de 800 à 1500g. Il est possible d'observer aussi une anomalie de l'appareil sexuel (hypospade, micropénis, cryptorchidie) ou une hypoplasie des glandes surrénales. Une recherche génétique pourra mettre en évidence une mutation du gène SAMD9 connue comme pathogène (la liste des allèles pathogènes n'est pas exhaustive, d'autant plus que dans une grande majorité des cas la mutation apparait de novo). 

## Traitements
La stratégie thérapeutique est actuellement une stratégie symptomatique 
- Myélodysplasie : transfusion sanguine, apport en plaquettes, suivi et support de la multiplication des cellules hématopoïétiques, greffe de moelle osseuse
- Infections récurrentes : traitement antibiotique systématique ou lors d'infection, injection d'anticorps monoclonaux.
- Insuffisance surrénalienne : Supplémentation hormonale
- Retard de croissance : traitement hormonale.
- Anomalie des parties génitales : chirurgie reconstructrice et/ou traitement hormonal
- Complications gastro intestinale : alimentation entérale dans le cas d'une achalasie, gestion des diarrhées chronique et des conséquences (déshydratation, érythème fessier)

Un suivi paramédicale est essentiel, tel qu'un suivi de kinésithérapie (moteur ou respiratoire), de psychomotricité, orthophonie et psychologique. 

## Evolution[6]
L'espérance de vie médian est en dessous des 3 ans avec près de 60% des décédés dus à une infection.  
Certaines études indiquent des patients âgés de plus de 20 ans et d'autres des personnes atteintes d'un variant pathogène mais sans symptôme clinique. 
Le fait que la fréquence d'apparition de cette pathologie soit extrêmement faible et qu'elle ait été découverte tardivement font que ces données doivent être prises avec précaution.